# EFE

EFE-Logo

EFE ist eine spanische Nachrichten- und Bildagentur. Der Unternehmenssitz ist in Madrid. EFE ist die viertgrößte Nachrichtenagentur der Welt mit 3.000 Mitarbeitern. Alleinige Eigentümerin ist die Sociedad Estatal de Participaciones Industriales (Staatsgesellschaft für Industriebeteiligungen).

## Geschichte
Die Agentur wurde 1939 gegründet, nachdem das Vorgängerunternehmen 1919 durch einen Zusammenschluss zweier Nachrichtenagenturen entstanden war. Beginnend mit der Eröffnung des ersten Redaktionsbüros in Buenos Aires im Jahr 1965 folgten ein Jahr später weitere in allen amerikanischen Staaten. 1969 wurde in begrenztem Umfang auch begonnen, Dienste in englischer und französischer Sprache zur Verfügung zu stellen. Seit 2001 existiert zusätzlich ein auf Brasilien ausgerichteter Service in portugiesischer Sprache.

## Arbeit
EFE hat seine Zentrale an der Avenida de Burgos 8 in Madrid, weitere in allen größeren Hauptstädten der Welt, vor allem in den spanischsprechenden Ländern. In Spanien unterhält die Agentur 30 Regionalbüros, von wo aus mehr als 3.000 Mitarbeiter für das Unternehmen tätig sind. Von den über 2.000 Medien, die EFE mit Text, Bildern, Audio-, Video und Multimediamaterial beliefert, sind über 600 in Amerika beheimatet. Hauptsächlich gehören Zeitungen, Magazine und digitale Plattformen zu den Kunden.
EFE verkauft seine Inhalte auch an sogenannte „Third-Party-Partners“: Mittels „Reuters Connect“ werden EPE Inhalte auch deren Kunden zur Verfügung gestellt.